# 97677 Rachelfreed
97677 Rachelfreed este o planetă minoră (asteroid), cu un diametru de 5,575 km, din centura de asteroizi. A fost descoperită pe 30 martie 2000 la Catalina Station⁠(d) de Catalina Sky Survey. 
Obiectul prezintă o orbită caracterizată de o semiaxă mare de 3,06130808432 UAi, o excentricitate de 0,10612555383279, o înclinație de 9,4344397477187 ° în raport cu ecliptica.